# Меркатор, Герард
Ге́рард Мерка́тор (лат. Gerardus Mercator; Герт Кре́мер, нидерл. Gheert Cremer; Ге́рхард Кра́мер, нем. Gerhard Krämer; 5 марта 1512 — 2 декабря 1594) — фламандский географ и картограф, наиболее известный как автор картографической проекции, носящей его имя. Меркатор впервые применил эту равноугольную цилиндрическую проекцию при составлении навигационной карты мира на 18 листах (1569 год). Проекция Меркатора отличается тем, что на картах не искажаются углы и формы, а расстояния сохраняются только на экваторе. В настоящее время она применяется для составления морских навигационных и аэронавигационных карт. Хотя в результате современных историко-картографических исследований установлено, что такая проекция использовалась ещё в 1511 году, широкое применение она получила лишь благодаря Меркатору.

## Биография

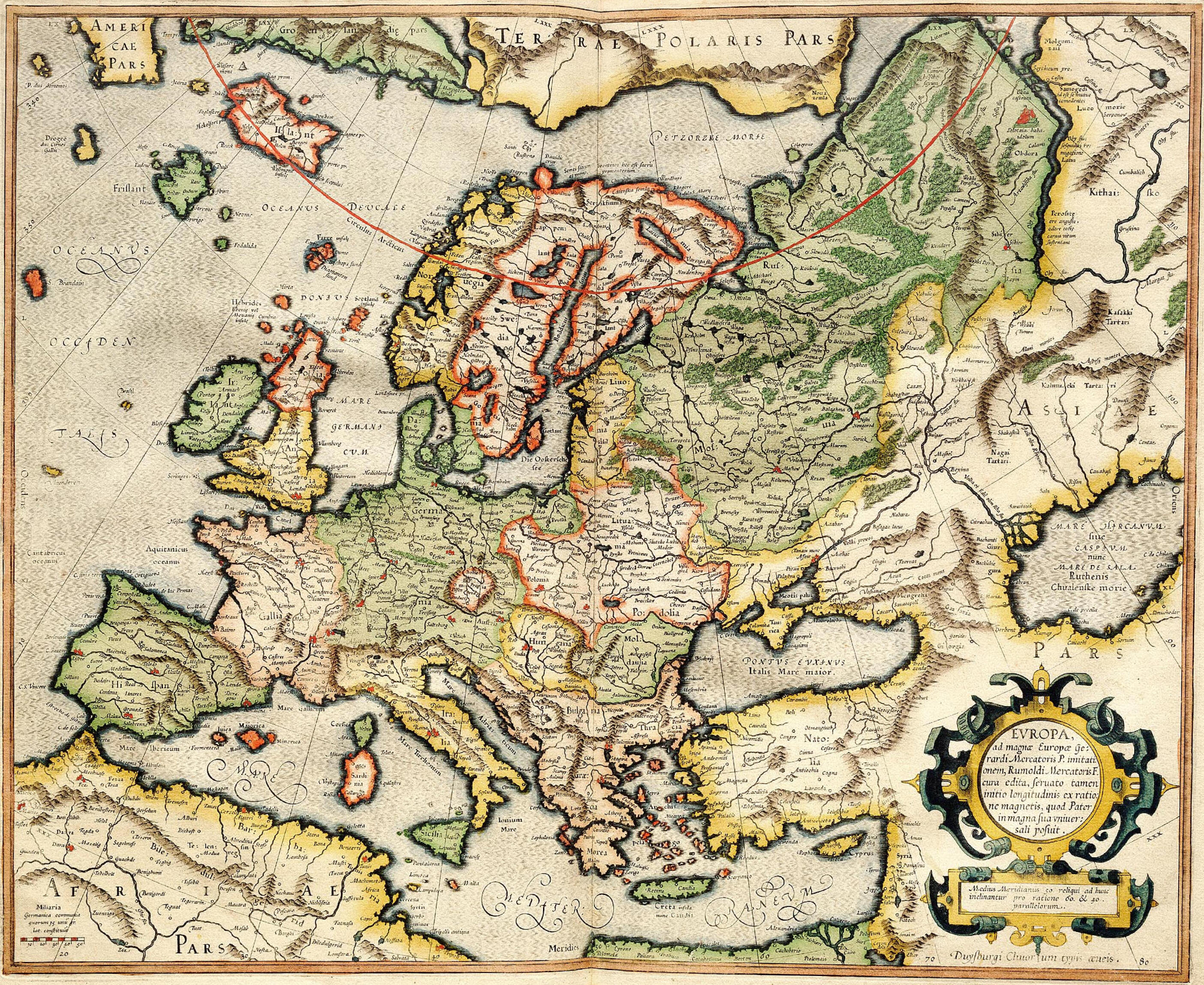
Карта Европы из Атласа Меркатора

Родился 5 марта 1512 года в Рупельмонде (Восточная Фландрия, ныне Бельгия). В то время Фландрия была частью Габсбургских Нидерландов. Герард был седьмым ребёнком в семье, жившей достаточно бедно. Его отец, Губер Кремер, был сапожником и фермером-арендатором. И отец, и мать Герарда не были уроженцами Рупельмонде (Рюпельмонде), но происходили из немецкого городка Гангельта, расположенного на границе с Нидерландами. В Рупельмонде же у Губера были многочисленные родственники, которых он иногда навещал. Во время одной из поездок супругов Кремер в Рупельмонде у них родился сын Герард. Через несколько лет после его рождения семья переехала в Рупельмонде на постоянное жительство.
Когда Герарду (по-фламандски он звался Герт Кремер) исполнилось 14 или 15 лет, его отец умер, и семья осталась без средств к существованию. Воспитателем Герарда стал дядя его отца — кюре Гизберт Кремер. Благодаря ему Герард получает образование в гимназии небольшого городка Хертогенбос. Здесь изучались основы богословия, классические древние языки и начала логики. Одним из учителей Герарда был Макропедий. Предположительно, именно в гимназические годы Герард, следуя ренессансной моде того времени, «перевёл» свою нидерландскую фамилию Кремер («купец», «торговец») на латынь — и стал Меркатором. Гимназию он оканчивает очень быстро, за три с половиной года, и почти сразу же (29 сентября 1530 г.) продолжает обучение в Лувенском (Лёвенском) университете (ныне — на территории Бельгии), вновь благодаря поддержке Гизберта Кремера. Лувен был крупнейшим научным и учебным центром Нидерландов, в нём находилось 43 гимназии, а его университет, основанный ещё в 1425 году, был лучшим в Северной Европе. В центр гуманистического образования и свободомыслия город превратился благодаря Эразму Роттердамскому (1466—1536), жившему некоторое время в Лувене. Меркатор стал учеником географа, гравёра и энциклопедиста Фризиуса Реньера Гемма (который был всего тремя годами старше Меркатора). После окончания университета в 1532 году Меркатор работал вместе с Гемма-Фризом над созданием глобусов Земли и неба; одновременно занимался изготовлением точных оптических инструментов, а также преподаванием географии и астрономии.
В 1536 году Меркатор обвенчался с лувенчанкой Барбарой Шеллекен. В 1537 году он выпустил карту Палестины на 6 листах, а в 1538 году — карту мира (на ней он впервые показал местоположение южного материка, существование которого долго вызывало сомнения). Эти две работы принесли Меркатору славу выдающегося картографа, и фламандские купцы заказали ему карту Фландрии, которую он составил в 1540 году. В том же году Меркатор издал брошюру «Способ написания латинских букв, который называется итальянским курсивом». В ней автор предложил использовать курсив для единообразного написания географических имён — и его предложение вскоре было принято научным сообществом.
В следующем году император Священной Римской империи Карл V поручил Меркатору изготовить набор астрономических инструментов. В 1541 году Меркатор создал глобус Земли, спустя 10 лет — небесный глобус и в 1552 году подарил их Карлу V.
В 1544 году Меркатор, сочувствовавший протестантам, был арестован по подозрению в ереси, но вскоре освобождён. Опасаясь за свою безопасность в католической Фландрии, он принял предложение герцога Вильгельма Юлих-Клеве-Бергского и переселился в Дуйсбург (княжество Клеве, Германия) в 1552 году.

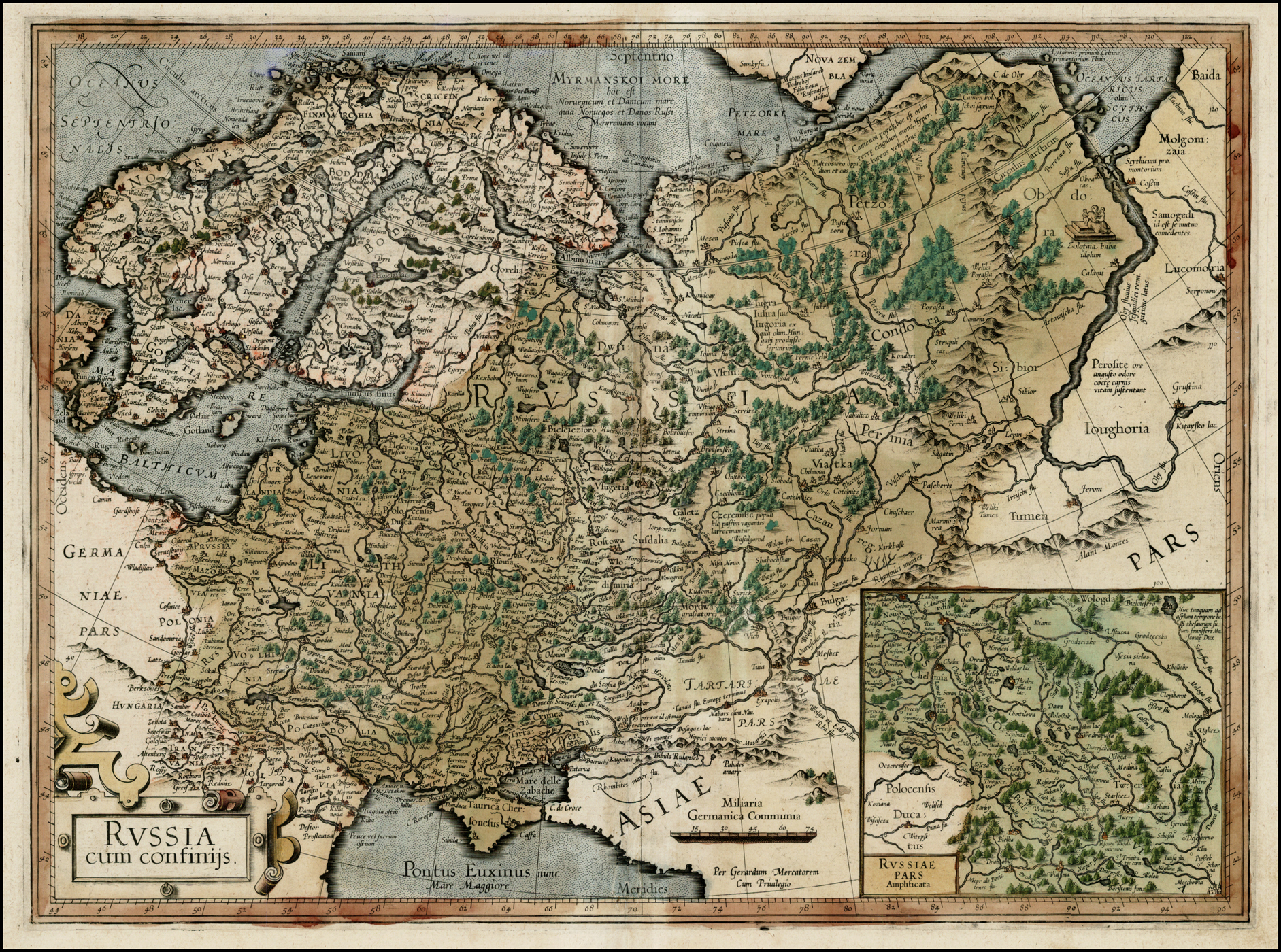
Россия и прилегающие территории на карте Меркатора, 1595 г.

Фонтан Меркатора в Дуйсбурге

В 1554 году Меркатор опубликовал карту Европы на 15 листах. На ней он впервые правильно показал очертания Средиземного моря, устранив ошибки, повторяющиеся со времён древнегреческого географа Птолемея. В 1563 году Меркатор составил карту Лотарингии, а в 1564 году — Британских островов (на 8 листах). В 1569 году Меркатор опубликовал «Хронологию» (Chronologia) — обзор астрономических и картографических работ. Через три года выпустил новую карту Европы на 15 листах, а в 1578 году — гравированные карты для нового издания «Географии Птолемея», затем приступил к работе над Атласом (этот термин впервые предложил Меркатор для обозначения набора карт. Он использовал имя греческого титана Атласа). Первая часть Атласа с 51 картой Франции, Германии и Бельгии вышла в 1585 году, вторая с 23 картами Италии и Греции — в 1590 году и третья с 36 картами Британских островов была опубликована после смерти Меркатора его сыном Румольдом в 1595 году. Одна из карт иллюстрирует представления европейцев о России.
В последние годы жизни Меркатор пережил серию инсультов и скончался в Дуйсбурге 2 декабря 1594 года в возрасте 82 лет.
В 1602 году сыновья Меркатора переиздали Атлас, а в 1604 году продали гравировальные пластины амстердамскому издателю Йодоку Хондию.
Атлас Меркатора был снова переиздан в 1606 году его сыном, Хенриком Хондием II и в 1639 году, совместно со своим зятем Яном Янсоном. Атлас Меркатора—Хондия получил всемирную известность и издавался до середины XVII века.
В 1637 году Атлас Меркатора—Хондия был переведён на русский язык служащими Посольского приказа Богданом Лыковым и Иваном (Адамом) Дорном под названием «Книга глаголемая Космография, сиречь всего света описание». В библиотечных фондах хранятся 18 экземпляров переводных изданий этого атласа.

## Память
- Во многих европейских городах установлены памятники Меркатору: фонтан в Дуйсбурге, статуи в Рупельмонде, Брюсселе и Лёвене, мемориал в Гангельте.[10][11][12]
- в 1924 году именем Меркатора названы площадь и улица в Амстердаме.[13]
- в 1935 году Международный астрономический союз присвоил имя Меркатора кратеру на видимой стороне Луны.
- изображение Меркатора присутствует на бельгийских почтовых марках 1942 и 1962 года.[14][15]
- в 1969 году в ФРГ была выпущена юбилейная монета с изображением Меркатора достоинством в 5 марок.[16]
- в 1997 году его именем было названо морское судно.[17]
- в 2000 году именем Меркатора назван телескоп обсерватории Роке-де-лос-Мучачос
- в 2012 году в честь 500-летнего юбилея Г. Меркатора в Бельгии была отчеканена золотая монета в 100 €.[18]

## Семья
Меркатор был женат на Барбаре Шеллекен, с которой он обвенчался в 1536 году. У него было шестеро детей. Из трёх его сыновей лишь один — Румольд — пережил его. Сыновья Меркатора Румольд и Арнольд продолжили его дело (сын Бартоломей умер в возрасте 18 лет). Сыновья Арнольда Иоганн, Герард и Михаэль также стали известными картографами.